# Matjaž Gams
Matjaž Gams, slovenski računalnikar, * 23. oktober 1954, Ljubljana.
Gams je doktoriral iz računalniških znanosti na Univerzi v Ljubljani in je od leta 2011 redni profesor na Fakulteti za računalništvo in informatiko ter na Mednarodni podiplomski šoli Jožefa Stefana, kjer predava predmete iz poslovne inteligence, kognitivnih znanosti in inteligentnih sistemov in agentov na dodiplomskem in podiplomskem študiju. 
Je vodja Odseka za inteligentne sisteme na Institutu »Jožef Stefan«. Bil je predsednik konference visokega šolstva in znanosti in podpredsednik pri sindikatu SVIZ. V letih 2017–2022 je državni svetnik za raziskovalno dejavnost. 
Je (so)ustanovitelj Inženirske akademije Slovenije - IAS, SATENE, DKZ, SLAIS in ACM Slovenija. Je izvršni urednik Računalniškega slovarčka in revije Informatica ter predsednik OO konference Informacijska družba.
V širši javnosti je znan po problematiziranju premajhne rodnosti Evropejcev, ki po njegovih izračunih vodi v hitro izumiranje manjših narodov, kot je slovenski. Na to temo je napisal poljudno knjigo Slovence izumirajo (2015) in soorganiziral posvet »Kako preprečiti izumiranje slovenskega naroda?« v Državnem svetu. Na osnovi slednjega je leta 2019 izšla tudi Bela knjiga slovenske demografije, ki jo je souredil. Zastopa stališče, da so liberalizacija, izobrazba in druge pravice žensk ter krnjenje vloge družine v sodobnem globaliziranem svetu med glavnimi vzroki za nizko rodnost, kot rešitev pa med drugim predlaga izboljšanje izobrazbene strukture, prizadevanje za varnost na različnih področjih (na primer zaposlitvenem) in povečanje vloge družine, skladneje s katoliškim naukom. Del raziskovalne skupnosti, nekateri drugi intelektualci in tudi Inštitut Jožef Stefan so se po posvetu javno ogradili od njegovih stališč, ki so bila sprejeta kot »nazadnjaška«.

## V medijih
- Mojca Vizjak Pavšič: Matjaž Gams : Računalnik ugiba o človekovem počutju. Manager, julij-avgust 1998.
- Mojca Vizjak Pavšič: Princip mnogoterosti znanja : prof. dr. Matjaž Gams o modeliranju kognitivnih funkcij. Delo, 19. december 2001.
- Mojca Vizjak Pavšič: Matjaž Gams : Pralni stroj bo sam klical serviserja. Delo, 24. avgust 2006.